# U-90号潜艇 (1917年)
陛下之90号潜艇是德意志帝国海军建造的一艘中型潜艇或称U艇。它由但泽的帝国船厂承建，于1917年1月12日下水，至同年8月2日交付使用。U-90号是在第一次世界大战期间服役的329艘德国潜艇之一，曾参加过大西洋潜艇战。在其七次巡逻中，共击沉协约国或中立国的28艘商船（49348总吨）和2艘辅助军舰（24827总吨）。战后，根据停战协议的要求，U-90号于1918年11月20日被引渡至英国正式投降，至1919至1920年间在博內斯拆解报废。

## 设计
第一次世界大战爆发后，为了满足潜艇破交战的作战需求，德意志帝国海军潜艇局（U-Boot-Inspektion）在U-43号（战时动员型）的基础上，研发出了一种技术上更为成熟的中型双壳体远洋潜艇。其排水量适中、性能均衡，非常适合北海和英国周边海域的作战环境。海军为此共计批出34艘订单，战术编号使用U-81至U-114号。实战证明，这一系列的潜艇具有出色的航海能力和稳定的耐用性，它们的许多布置也对后世IX級潛艇和国外一些潜艇的设计产生了影响。
U-90号是由但泽帝国船厂承建的U-87至U-92号批次的四号艇。与基尔生产的批次（U-81至U-86号）相比，其排水量、尺寸、吃水和航速均有所缩减，但在续航里程、鱼雷载弹量和船员编制等方面则略为提高。该艇的水上和水下排水量分别为757吨和998吨。其全长65.80米；舷宽6.20米，当中的耐压壳体宽为4.18米；有3.88米的吃水深度。艇只搭载有可在水上使用的两台猛狮六缸四冲程柴油发动机，总功率为2,400匹公制馬力（1,765千瓦特）；以及可在水下使用的西门子-舒克特双电动发电机，总功率为1,200匹公制馬力（883千瓦特）。这些发动机用以驱动双轴、每根轴各一个的直径1.66米长螺旋桨。它的潜航深度为50米。
U-90号在水上的最高速度达15.6節（28.9每小時），在水下的最高航速则为8.6節（15.9每小時）。它可以8節（15每小時）的速度在水上巡航11,380海里（21,080），或以5節（9.3每小時）的速度在水下巡航56海里（104）。该艇装备了四具直径为500毫米的鱼雷发射管，其中艏、艉各两具，并可携带16枚鱼雷；作为辅助武器的甲板炮则是一门105毫米45倍径速射炮。其标准船员编制为4名军官及32名水兵。

## 历史
U-90号是由德意志帝国海军作为F项战时订单（Kriegsauftrag F）的一部分，于1915年6月23日向但泽的帝国船厂订购，建造编号为34。艇只于1917年1月12日下水，至同年8月2日在首任艇长、海军上尉瓦尔特·雷米的指挥下正式交付使用。雷米在任内喜欢率艇定期在偏远的北罗纳岛停留，以获取新鲜羊肉等食物。继他之后，赫尔穆特·布吕默-帕齐希中尉（兼任，1918年8月1日－31日）和海因里希·耶斯上尉（1918年9月1日－11月11日）也曾担任过U-90号指挥官。完成海试后，U-90号自1917年9月上旬起被编入分驻埃姆登和威廉港的第三潜艇区舰队服役，并一直隶属于该部队直至战争结束。
第一次世界大战期间，U-90号在北大西洋完成了七次巡逻；共击沉协约国或中立国的28艘商船（49348总吨）和2艘辅助军舰（24827总吨）。其中，被U-90号击沉的最大型船舶是战前曾在汉美航运载客运营、后由美国海军改作运兵船的林肯总统号（18168总吨）；它在从布雷斯特前往美国的途中，于1918年5月31日大致在47°45′N 15°24′W / 47.750°N 15.400°W的洋面上被U-90号发射的三枚鱼雷击中，并于20分钟后沉没。这也是一战期间被U艇击沉的最大型船舶之一。船上的715人中有26人随船遇难，海军中尉爱德华·伊扎克则被德国人俘虏，由U-90号带回德国。伊扎克其后成功逃离战俘营，并向美国海军报告了他在潜艇上的观察结果。
1918年5月15日，U-90号还曾利用甲板炮摧毁了苏格兰圣基尔达群岛中赫塔岛上的无线电台。
U-90号在战争中幸存了下来，没有被击沉。战后，根据对德停战协议的要求，它于1918年11月20日移交英国，并在哈维奇正式向协约国投降，之后被闲置在彭布罗克。由于英国不再使用U艇，U-90号最终于1919－1920年间在博內斯拆解报废。此外，也有报道指出，该艇是于1919年11月29日从彭布罗克外借至比利时的途中，在怀特岛附近沉没。

## 袭击历史摘要
| 日期           | 船名               | 船籍       | 吨位 （容积总吨） | 结局 |
| -------------- | ------------------ | ---------- | ----------------- | ---- |
| 1917年9月25日  | 共和联盟号         | 法國       | 44                | 击沉 |
| 1917年9月27日  | 德克斯·让娜号      | 法國       | 50                | 击沉 |
| 1917年9月27日  | 自由号             | 法國       | 49                | 击沉 |
| 1917年9月27日  | 人民兄弟号         | 法國       | 41                | 击沉 |
| 1917年9月30日  | 公鸭号             | 英国       | 2267              | 击沉 |
| 1917年9月30日  | 鹭号               | 英国       | 885               | 击沉 |
| 1917年10月1日  | 讷伊号             | 法國       | 2186              | 击沉 |
| 1917年10月3日  | 让内特号           | 法國       | 226               | 击沉 |
| 1917年11月20日 | 罗伯特·莫里斯号    | 英国       | 146               | 击沉 |
| 1917年11月21日 | 阿罗斯城堡号       | 英国       | 4460              | 击沉 |
| 1918年1月22日  | 哥顿号             | 英国       | 3405              | 击伤 |
| 1918年1月22日  | 比克托·德·查瓦里号 | 西班牙     | 2957              | 击沉 |
| 1918年1月24日  | 查尔斯号           | 英国       | 78                | 击沉 |
| 1918年1月25日  | 诺曼底号           | 英国       | 618               | 击沉 |
| 1918年1月26日  | 联盟号             | 法國       | 677               | 击沉 |
| 1918年1月30日  | 林德斯科夫号       | 丹麦       | 1254              | 击沉 |
| 1918年1月31日  | 马丁·古斯特号      | 俄罗斯帝国 | 248               | 击沉 |
| 1918年2月1日   | 阿里诺号           | 英国       | 4484              | 击沉 |
| 1918年3月16日  | 油田号             | 英国       | 4000              | 击沉 |
| 1918年3月28日  | 温彻斯特城号       | 英国       | 114               | 击沉 |
| 1918年4月8日   | 超凡号             | 挪威       | 489               | 击沉 |
| 1918年5月29日  | 別姬号             | 英国       | 4646              | 击沉 |
| 1918年5月29日  | 卡尔顿号           | 英国       | 5265              | 击沉 |
| 1918年5月31日  | 林肯总统号         | 美國海軍   | 18168             | 击沉 |
| 1918年8月15日  | 蒙大拿人号         | 美國海軍   | 6659              | 击沉 |
| 1918年8月15日  | J·M·J号            | 法國       | 54                | 击沉 |
| 1918年8月16日  | 西桥号             | 美國海軍   | 5189              | 击伤 |
| 1918年8月17日  | 埃斯克里克号       | 英国       | 4151              | 击沉 |
| 1918年8月17日  | 约瑟夫·卡达希号    | 美国       | 3302              | 击沉 |
| 1918年8月24日  | 格拉西奥萨号       | 葡萄牙     | 2276              | 击沉 |
| 1918年10月14日 | 邓多克号           | 英国       | 794               | 击沉 |
| 1918年10月16日 | 彭特温号           | 英国       | 3587              | 击沉 |

## 脚注
1. 1 2  Helgason, Guðmundur. . German and Austrian U-boats of World War I - Kaiserliche Marine - Uboat.net.   [2010-01-25].
2. ↑  Gröner 1991，第12-14頁.
3. 1 2  Helgason, Guðmundur. . German and Austrian U-boats of World War I - Kaiserliche Marine - Uboat.net.   [2015-01-21].
4. 1 2  Helgason, Guðmundur. . German and Austrian U-boats of World War I - Kaiserliche Marine - Uboat.net.   [2015-01-21].
5. 1 2  Helgason, Guðmundur. . German and Austrian U-boats of World War I - Kaiserliche Marine - Uboat.net.   [2015-01-21].
6. ↑  陈进，第71頁.
7. ↑  Herzog，第50頁.
8. ↑  Helgason, Guðmundur. . German and Austrian U-boats of World War I - Kaiserliche Marine - Uboat.net.   [2015-01-21].
9. ↑  Herzog，第48頁.
10. 1 2  Gröner 1991，第12–14頁.
11. ↑  Gleaves，第219頁.
12. ↑  Herzog，第139頁.
13. ↑  Herzog，第123頁.
14. ↑  Herzog，第68頁.
15. ↑  Herzog，第119頁.
16. ↑  Helgason, Guðmundur. . German and Austrian U-boats of World War I - Kaiserliche Marine - Uboat.net.   [2021-11-17].
17. ↑  Helgason, Guðmundur. . German and Austrian U-boats of World War I - Kaiserliche Marine - Uboat.net.   [2021-11-24].
18. ↑  . Das Marine-Nachrichtenblatt. 2010-12  [2021-11-24]. （原始内容存档于2011-03-19）.
19. ↑  Herzog，第91頁.
20. ↑  Dodson & Cant，第31, 98, 124頁.
21. ↑  Helgason, Guðmundur. . German and Austrian U-boats of World War I - Kaiserliche Marine - Uboat.net.   [2015-01-21].